# Håkan Ericson
Håkan Georg Ericson, född 29 maj 1960 i Kvillinge församling, är en svensk fotbollstränare, som är landslagstränare för Färöarna. Han var tidigare förbundskapten för svenska U21-landslaget, med vilka han vann U21-EM-guld 2015. Ericson har tidigare tränat bland annat Motala AIF och Nacka FF.
År 2001 blev Ericson assisterande tränare för IFK Norrköping och året efter blev han lagets huvudtränare. Efter att ha lett klubben till degradering från allsvenskan 2002 tog han en paus från tränarrollen 2003 och arbetade därefter som lärare vid Örebro universitets hälsovetenskapliga institution samt blev ansvarig för Svenska Fotbollförbundets ledarutbildningar. Detta fortsatte han med tills han och Tommy Söderberg tog över som förbundskaptener för svenska U21-landslaget 1 januari 2011.
Ericson ledde U21-landslaget i sex år med höjdpunkt i EM 2015, då Sverige tog sitt första EM-guld någonsin genom att besegra Portugal på straffar i finalen. I december 2016 meddelade förbundet att Ericsons avtal inte skulle komma att förlängas då det gick ut sommaren 2017. Hans sista mästerskap med U21-landslaget blev EM i Polen i juni 2017, där Sverige slutade trea i sin grupp efter två oavgjorda matcher, och därmed missade semifinal.

## Familj
Håkan Ericson är son till landslagstränaren Georg "Åby" Ericson. Han är gift och har två barn.